# Mansa tuberculata
Mansa tuberculata là một loài tò vò trong họ Ichneumonidae.